# Saudade do Iguaçu
Saudade do Iguaçu é um município brasileiro do estado do Paraná. Sua população, conforme estimativas do IBGE de 2022, foi de 6 108 habitantes.

## História
A colonização do que hoje se constitui no município de Saudade do Iguaçu, iniciou-se em 1958, com a instalação da Companhia Brasileira de Viação e Comercio (Braviaco S/A). Nesta época iniciou-se o trabalho de desbravamento da região, que teve na figura de Élio Bocalon um de seus colaboradores.
A partir de 1959, as famílias de Horácio Tavares, Luiz Severo Stevins, Antonio Giacomelli, Batista Predebon, João Bazelo, Antonio Barbiero e Ângelo Cenci, Schardozin, Barbieri e Helio Bocalon, estabeleceram-se na região para dedicar-se a agricultura.
A Braviaco era proprietário de extensa área nesta região, tendo vendido muita terra na localidade, no entanto, no início da década de 1960, as terras foram questionadas judicialmente pela família Taborda, que se autodenominou dono da gleba, passando a vender lotes que já possuíam donos, gerando muito conflitos agrários que resultaram em mortes.
Esta região Sudoestina sofreu agruras com as questões de litígios de terras. O pioneiro Batista Predebon, gaúcho de Guaporé, ao chegar, adquiriu terras da companhia imobiliária Pinho e Terras, nesta mesma região, o que demonstra que esta área era disputada por empresas, colonizadoras consideradas “pesos-pesados”, responsáveis por muito assentamentos no sudoeste, mas também por dissabores para as famílias desta porção territorial paranaense.
Os primeiros comerciantes da localidade foram João Bazejo e Batista Predebon, que vendiam basicamente pinga, rapadura e fumo de rolo. O primeiro armazém que fornecia viveres para grande parte da comunidade, foi construída por Ângelo Cenci. Nesta época a principal atividades era o extrativismo da madeira, especialmente o pinho (araucária brasiliensis), e após as derrubadas, os colonos iniciaram o plantio de feijão e milho, basicamente produtos de subsistência.
Pela Lei Municipal n° 374, de 12 de agosto de 1972, e pela Lei Estadual n°08, de junho de 1973, foi criado o Distrito Administrativo, com denominação de Saudade, em território pertencente ao município de Chopinzinho. Em 1 de março de 1992, através da Lei Estadual n°9.914, o núcleo foi alçado à categoria de município emancipado, com território desmembrado do município de Chopinzinho e a denominação alterada para Saudade do Iguaçu. A instalação oficial deu-se em 1 de janeiro de 1993.

## Governo

### Administração
- Prefeito: Rogério Gallina, do PP (2025/2028)
- Vice-prefeito: Celso Giacomini, do PSB (2025/2028)
- Presidente da Câmara: Diego Trindade, do PSD. (2025/2026)

### Vereadores e ex-prefeitos
- Ver: Lista de prefeitos e vereadores de Saudade do Iguaçu

## Infraestrutura

### Energia
O município comparte com Rio Bonito do Iguaçu a Usina Hidrelétrica de Salto Santiago, a qual está localizada sob o salto de mesmo nome no Rio Iguaçu. Possuí uma potencia instalada de 1.420 MW e é administrada pela empresa Engie.

### Transporte
O município é cortado pela BR-158, que liga o mesmo a Rio Bonito do Iguaçu (sentido norte), Chopinzinho e São João (sentido sul).

## Economia
O município tem um importante setor agropecuário, com principalmente propriedades de menor porte, que produzem, em sua maioria, grãos e leite.

## Esporte

### Taekwondo
Giovana Schardosin, atleta de Taekwondo e representando o Colégio Estadual Duque de Caxias, conquistou, em 2019, a medalha de ouro no Campeonato Kombat Games Mundial Escolar de Taekwondo disputado em Budapeste, na Hungria.
Bryan Erkmann da Silva, ganhou medalha de bronze no Campeonato Mundial Juvenil de Taekwondo,  que foi realizado em Sofia, na Bulgária, em 2022